# Астрофізика

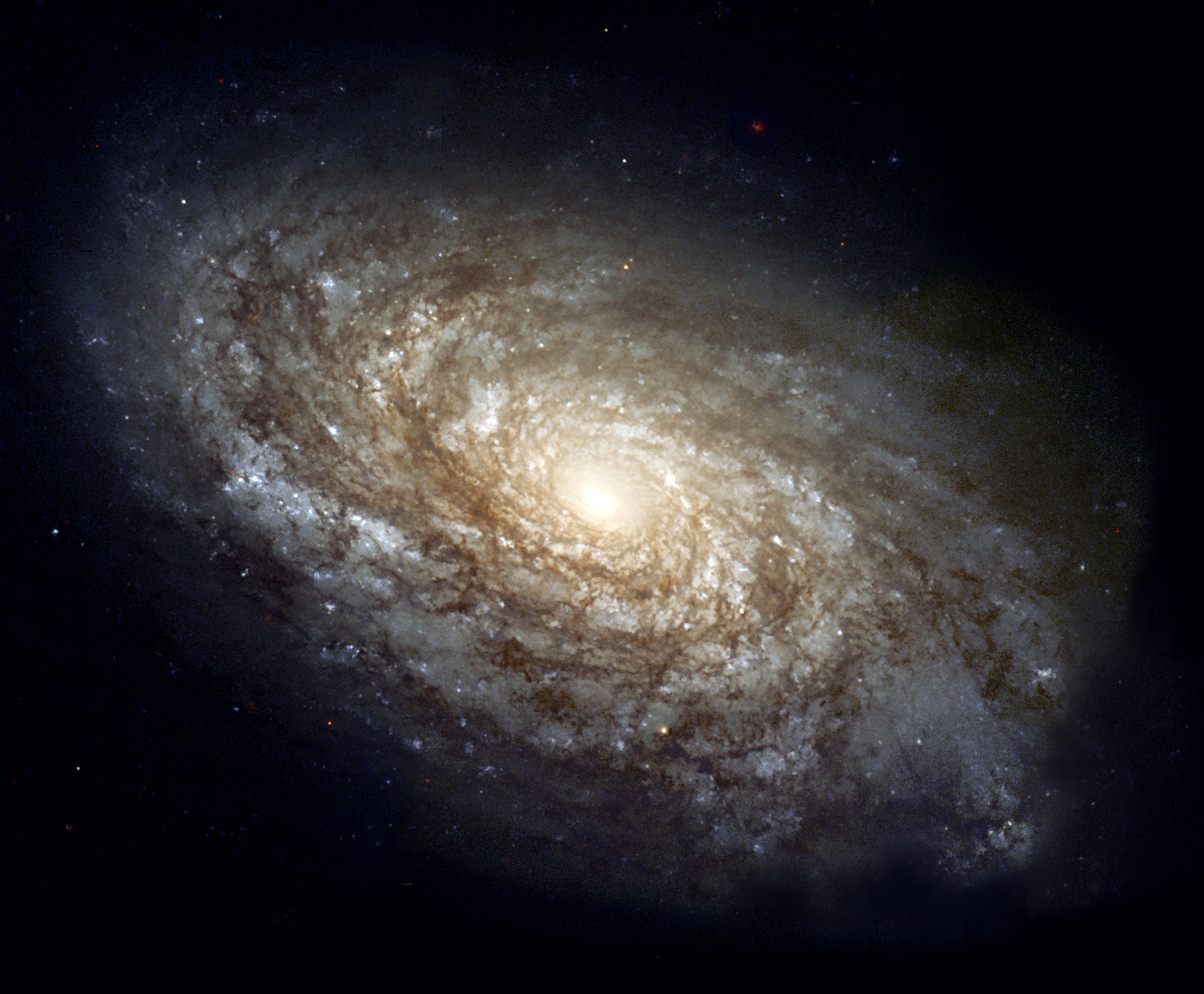
NGC 4414, типова спіральна галактика в сузір'ї Волосся Вероніки, приблизно 56 тис. світлових років у діаметрі, розташована приблизно за 60 млн світлових років від Землі

Астрофі́зика — розділ астрономії, який вивчає всю різноманітність фізичних та частково хімічних явищ у Всесвіті. 
Астрофізика — вивчає небесні тіла, їх фізичні і хімічні (в співпраці з космохімією) явища. Деякі галузі вивчення астрофізики включають в себе спроби описати властивості темної матерії, темної енергії, чорних дір і інших астрономічних об'єктів. 

## Основні напрямки
За об'єктами дослідження виділяють фізику Сонця, планет, екзопланет, чорних дір, міжзоряного середовища і туманностей, зірок, космологію.  

## Історія
Астрофізика розпочала свій розвиток з відкриття спектроскопії в 19 столітті, що дозволило астрономам аналізувати склад зірок за випромінюваним ними світлом. 

## Сучасний стан
Астрофізики розглядають Всесвіт як величезну лабораторію, у якій вони можуть вивчати матерію при різних температурах, тиску і щільності, які недосяжні на Землі.
Астрофíзика займається експериментальним та теоретичним вивченням будови зір і навколозоряних оболонок, міжзоряного середовища, корпускулярного та електромагнітного (радіо-, теплового, оптичного, рентгенівського та гамма-) випромінювання планет, Сонця, зірок та галактик, руху зоряних систем, розробка космогонічних моделей.
Астрофізика — також розділ астрономії, який вивчає фізичний стан і хімічний склад небесних тіл і міжзоряного середовища, а також процесів, що відбуваються в них.
Як самостійна галузь науки астрофізика почала розвиватися з середини 19 ст. у зв'язку з успіхами фізики, особливо з відкриттям спектрального аналізу і застосуванням фотографії. На поч. 20 століття розроблення теоретичної фізики, зокрема теорії випромінювання і атомної фізики, а також швидке зростання техніки спостережень стали передумовою інтенсивного розвитку астрофізики.

## Основні розділи астрофізики
Основні розділи астрофізики: фізика Сонця, фізика зоряних атмосфер, фізика газових туманностей, теорія внутрішньої будови зір, фізика планет та ін. Практична астрофізика розробляє методи досліджень небесних тіл. Одним із розділів практичної астрофізики є астрополяриметрія. Теоретична астрофізика використовує результати цих досліджень для з'ясування фізичної природи небесних тіл.

## Напрямки досліджень
Області досліджень:
Теоретичні та експериментальні дослідження у таких напрямках:
- Елементарні частинки і поля в астрофізиці.
- Моделі Всесвіту. Походження елементів.
- Космічна електродинаміка, газо- і магнітогідродинаміка. Утворення зір та галактик.
- Внутрішня будова зір. Атмосфери зір. Навколозоряні оболонки.
- Змінні зорі. Подвійні та кратні зорі. Зоряні скупчення, асоціації.
- Міжзоряне середовище. Молекули в міжзоряному середовищі.
- Кінематика та динаміка зоряних систем.
- Будова і еволюція галактик.
- Галактики (квазари, сейферти та інші типи галактик), скупчення галактик. Метагалактика.
- Теплове радіовипромінювання.
- Космічні промені, радіовипромінювання залишків наднових.
- Радіовипромінювання Місяця, планет та інших тіл сонячної системи.
- Радіовипромінювання Сонця.
- Радіоджерела в Галактиці, будова Галактики за радіоданими. Дискретні та протяжні джерела радіовипромінювання. Радіогалактики.
- Методи, засоби та фізико-математичні принципи апаратури для астрофізичних та радіоастрономічних досліджень.

## Методи
Серед методів астрофізики велике значення має астрометрія, завданням якої є вимірювання розташування та блиску небесних тіл за допомогою візуальних, фотографічних і фотоелектричних спостережень. Ще більшу роль в астрофізиці відіграє астроспектроскопія. Вивчення спектрів небесних тіл дає можливість робити висновки про хімічний склад і фізичний стан речовини на цих тілах, визначати температуру зір, обчислювати швидкість наближення або віддалення зорі, робити висновки про обертання зір, про різні фізичні процеси, що відбуваються в атмосферах Сонця та зір, у газових туманностях і в міжзоряному середовищі. У зв'язку з запуском в СРСР перших штучних супутників Землі та Сонця астрофізика здобула нові методи досліджень. Апаратура, встановлена на супутниках, дає можливість реєструвати випромінювання небесних тіл далеко за межами атмосфери Землі.
Одним з найважливіших досягнень астрофізики є висновок про єдність речовини у Всесвіті. Різноманітні небесні тіла складаються з тих же елементів, які є на Землі. Газ гелій, який було відкрито 1868 року на Сонці, було знайдено 1895 року й на Землі. Довгий час вчені вважали, що до складу газових туманностей входить елемент «небулій» — джерело кількох спектральних ліній, які не спостерігаються в земних умовах. Але 1927 було доведено, що ці так звані небулярні лінії є забороненими лініями двічі іонізованого кисню. У спектрі сонячної корони спостерігаються яскраві корональні лінії, які дуже довго не вдавалося ототожнити з лініями відомих хімічних елементів. Як виявилось, вони належать не гіпотетичному елементу «коронію», а залізу, нікелю та кальцію у високих ступенях іонізації.
Астрофізика виявила велику різноманітність зір у зоряному світі. Зорі відрізняються температурами, світностями (тобто потужностями випромінювання), розмірами та іншими характеристиками. Класифікація зір ґрунтується на порівняльному вивченні їх спектрів (див. Спектральна класифікація зір). Між спектрами зір та їхніми світностями встановлено певний зв'язок, який наочно подається діаграмою Герцшпрунга-Рассела. Більшість зір розміщується майже по діагоналі діаграми, утворюючи так звану головну послідовність (до неї належить і Сонце). Втім, значна кількість зір не вкладається в головну послідовність й утворює особливі класи. Такими є, наприклад, класи порівняно холодних зір, класи гігантів і надгігантів тощо. Дуже цікавим є клас білих карликів — гарячих зір порівняно невеликих розмірів з дуже великою густиною (до 105 — 106 г/см3). Спостерігається багато подвійних зір, кратних зір, а також змінних зір різних типів. Особливо цікавими є нові зорі, які раптово спалахують, посилюючи своє випромінювання в десятки тисяч разів. Астрофізика досягла великих успіхів у вивченні зоряних атмосфер, зокрема атмосфери Сонця. У нижній частині сонячної атмосфери — фотосфері виникає випромінювання з неперервним спектром. У розташованому над нею перетворюючому шарі відбуваються складні процеси, під впливом яких у спектрі Сонця виникають темні лінії поглинання — фраунгоферові лінії. Вище розташована хромосфера. Зовнішня частина сонячної атмосфери — сонячна корона — є дуже обширним утворенням, яке під час повних сонячних затемнень спостерігається у вигляді сріблястого сяйва. Деякі властивості сонячної корони, що довгий час здавалися загадковими, пояснюються її високою кінетичною температурою, що сягає мільйонів градусів. Процеси в атмосфері Сонця впливають на геофізичні явища.
Внутрішню будову Сонця і зір можна обчислити теоретично, на підставі законів механіки та фізики. Розрахунки свідчать, що температура, густина і тиск зоряної речовини з наближенням до центра зорі зростають (див. Рівняння внутрішньої будови зір). Джерелом енергії більшості зір головної послідовності є термоядерні реакції, в яких водень перетворюється на гелій.
Великий інтерес становлять нестаціонарні зорі, в яких відносно швидко відбуваються зміни фізичних властивостей. Вивчення цих зір є основою розв'язання проблеми зоряної еволюції. Значно розвинулась фізика газових туманностей, особливо планетарних. Їх світіння спричиняється флуоресценцією під впливом випромінювання гарячих зір.
Важливих результатів досягла астрофізика у вивченні планет. Зокрема, дослідження поверхні Марса дало можливість наблизитися до розв'язання питання про життя на цій планеті. Астрофізика успішно вивчає фізичні особливості комет. Дослідження метеорів становить не тільки астрофізичний, а й геофізичний інтерес, тому що воно зв'язане з дослідженням верхніх шарів атмосфери.

## Астрофізика вРадянському Союзі
В розвиток астрофізики великий внесок зробили радянські вчені. Імена Ф. О. Бредіхіна, А. А. Бєлопольського, Г.А.Тихова, В. Г. Фесенкова, С. В. Орлова і багатьох інших пов'язані з розробленням основних розділів астрофізики. Академік В.А.Амбарцумян та його учні виконали фундаментальні дослідження у вивченні газових туманностей та зоряних атмосфер, з теорії розсіяння світла, фізики нестаціонарних зір та в інших галузях астрофізики. Великих успіхів досягнуто у вивченні процесів на Сонці (Е.Р.Мустель, А.Б.Сєверний, В.О.Крат, Й.С.Шкловський та інші), у вивченні планет (Г.А.Тихов, М.П.Барабашов та інші), міжпланетного середовища (В.Г.Фесенков та інші).
Провідними науково-дослідними установами СРСР в галузі астрофізики були Кримська астрофізична обсерваторія АН СРСР і Головна (Пулковська) астрономічна обсерваторія АН СРСР, Астрономічний інститут ім. Штернберга МДУ, великі республіканські обсерваторії: Абастуманська (Грузія), Бюраканська (Вірменія), Головна астрономічна обсерваторія АН УРСР та інші, а також астрономічні обсерваторії Ленінградського, Київського, Казанського, Харківського і Одеського університетів.